# Zabójstwo rodziny Beverów w Broken Arrow
Zabójstwo rodziny Beverów w Broken Arrow – pięciokrotne zabójstwo dokonane 22 lipca 2015 przy 709 Magnolia Court w Broken Arrow w stanie Oklahoma na członkach rodziny Bever.
Atak przeżyły dwie dziewczynki, które w chwili zdarzenia miały odpowiednio 2 lata i 13 lat. Ta ostatnia powiedziała policji, że napastnikami byli jej dwaj bracia, 18-letni Robert i 16-letni Michael. Zostali oni następnie aresztowani i oskarżeni o pięć zabójstw pierwszego stopnia oraz napad i pobicie z zamiarem morderstwa.

## Szczegóły
22 lipca 2015 około godziny 23:30 do domu przy 709 Magnolia Court wezwano policję. Zatelefonował 12-letni Daniel Bever, który stwierdził, że jego brat atakuje rodzinę. Zanim połączenie zostało przerwane, w tle były słyszalne krzyki, wyraźne poruszenie i niezidentyfikowany męski głos. Dyspozytorzy ustalili numer z którego dzwoniono i po nieudanej próbie skontaktowania się z ojcem, Davidem wysłali na miejsce funkcjonariuszy.
Gdy policjanci przybyli na miejsce, zobaczyli krew na werandzie domu. Zapukali do drzwi, po chwili usłyszeli głos wołający o pomoc i wdarli się do domu, gdzie natychmiast znaleźli krwawiącą 13-letnią Crystal Bever. Po wyprowadzeniu jej z domu funkcjonariusze odkryli Daniela Bevera i resztę ofiar, którzy już nie żyli. Podczas późniejszego przesłuchania Michael powiedział śledczym że miał zamiar pomóc swoim braciom i siostrom, jednak ostatecznie oszukał ich i w rezultacie pozwolił Robertowi ich zabić.
Crystal Bever przeżyła ten atak, ale została ciężko ranna. Zidentyfikowała dwóch swoich braci jako sprawców mówiąc, że zwabili ją do sypialni, po czym poderżnęli jej gardło i dźgnęli ją w brzuch i ramiona. Później została przewieziona do pobliskiego szpitala i przeszła operację. Jej stan określono jako poważny, ale stabilny. W domu znaleziono również żywą i zdrową dwuletnią dziewczynkę Autumn Bever. Ocalałe dzieci umieszczono w rodzinie zastępczej.
Rodzice i troje dzieci zostało zasztyletowanych na śmierć. Na miejscu zbrodni znaleziono noże, siekiery i inną broń, a także sprzęt ochronny. Funkcjonariusze organów ścigania stwierdzili, że przynajmniej część znalezionej broni została użyta do zabójstw.

## Ofiary
Łącznie zamordowano pięć osób, a jedna osoba została ranna. Lekarz sądowy ustalił, że przyczyną śmierci były „wielokrotne zranienia ostrymi narzędziami”. Autopsje ujawniły, że ofiary zmarły między 22 a 23 lipca. Ustalono, że ofiarami są:
Zabici
- David Bever, 52 lata (ojciec; zabity wskutek co najmniej 28 ran kłutych zadanych w tułów, twarz, szyję, lewe ramię oraz lewą rękę)[19]
- April Bever, 44 lata (matka; zabita w wyniku uderzenia tępym narzędziem oraz co najmniej 48 ran kłutych zadanych w głowę, szyję, tułów, ramiona i ręce)[19]
- Daniel Bever, 12 lat (syn; zabity wskutek dziewięciu ran kłutych zadanych w plecy, ramię i klatkę piersiową)[20]
- Christopher Bever, 7 lat (syn; zabity w wyniku sześciu ran kłutych zadanych w plecy, klatkę piersiową, ramię i podudzie)[21]
- Victoria Bever, 5 lat (córka; zabita w wyniku 18 ran kłutych zadanych w szyję, klatkę piersiową, plecy i ramię)[22]

Ranni
- Crystal Bever, 13 lat (córka; rozcięcie gardła i rany kłute brzucha oraz ramion)[16]

Osoby, które nie odniosły żadnych obrażeń
- Autumn Bever, 2 lata (córka; w chwili zdarzenia spała w łóżeczku)[23]

## Motywy i przeszłość podejrzanych
Sąsiedzi zeznali, że rodzeństwo nie chodziło do szkoły; rodzice uczyli swoje dzieci w domu i uważnie je obserwowali, uniemożliwiając im przebywanie z innymi dziećmi. Zauważyli także dziwne i niepokojące zachowania Roberta i Michaela Beverów.
Według zeznań Crystal Bever ich ojciec, David Bever znęcał się fizycznie i psychicznie nad nimi. Robert Bever stwierdził, że oboje jego rodzice nienawidzili i obrażali zarówno jego samego, jak i całe rodzeństwo.
Robert Bever początkowo przyznał się do tego zabójstwa. Twierdził, że on i jego brat planowali tę zbrodnię już jakiś czas wcześniej, zamierzali też zastrzelić większą liczbę osób mając nadzieję, że ich „wyczyn” dorówna, a nawet przebije masakrę w Columbine High School w 1999 roku. Później wyznał, że on i jego brat planowali rozczłonkować ciała swojej rodziny, umieścić je w pojemnikach i ukryć na strychu swojego domu. Stwierdził również, że planowali ukraść rodzinny samochód i zabić po pięć przypadkowych osób w różnych miejscach, aby ostatecznie osiągnąć liczbę co najmniej 50 osób. Oficer przesłuchujący Roberta Bevera stwierdził, że Bever podziwiał seryjnych morderców, chciał zabijać ludzi także poza Oklahomą i osiągnąć liczbę sięgającą 100 lub więcej ofiar śmiertelnych.

## Następstwa
Po dokonaniu zbrodni obaj bracia uciekli z miejsca zdarzenia przez tylne drzwi domu i udali się na zalesiony obszar za posesją. Szybko zostali jednak odnalezieni przez oddział K9 i aresztowani. Ustalono także ich tożsamość. Mordercami okazali się 18-letni Robert Bever, najstarszy syn Davida i April Bever, oraz jego 16-letni brat Michael Bever. Robert Bever w chwili aresztowania był uzbrojony w nóż.
Jeden z braci „spontanicznie powiedział”, że plany zabójstw zapisane są na pendrivie, który znajduje się w domu. Pendrive został później odnaleziony przez policję po drugim przeszukaniu posesji. Znaleziono również sprzęt komputerowy i kamery monitoringu, które zdaniem śledczych mogły zarejestrować moment morderstwa, ponieważ znajdowały się w pobliżu miejsca, w którym odnaleziono ciała trzech ofiar. Później ustalono, że bracia planowali nakręcić dwa filmy, jeden przedstawiający ciała ich rodziców i rodzeństwa, który mieli zamiar pokazać śledczym i prokuratorom, i drugi który chcieli umieścić w Internecie.
Władze nazwały te zabójstwa „najgorszym zdarzeniem przestępczym w historii Broken Arrow”. Bracia zostali oskarżeni o pięć zabójstw pierwszego stopnia oraz napad i pobicie z zamiarem morderstwa. 25 lipca władze ogłosiły, że Michael Bever może być sądzony jak osoba dorosła. Zgodnie z amerykańskim prawem za morderstwo pierwszego stopnia można zostać skazanym na dożywotnie więzienie lub karę śmierci. Jednak prokurator okręgowy hrabstwa Tulsa oświadczył, że Michael Bever nie może otrzymać wyroku śmierci, ponieważ w chwili popełnienia czynu nie miał ukończonych 18 lat. Adwokat Bevera podważał również konstytucyjność decyzji o sądzeniu Bevera jako osoby dorosłej, twierdząc, że jego klient umrze w więzieniu i że jest to w praktyce to samo, co kara śmierci. Próbował również argumentować, że Bever powinien być rehabilitowany, a nie więziony, jeśli był fizycznie i psychicznie maltretowany w domu, chociaż żadne dowody nie wskazywały, że w domu Beverów dochodziło do znęcania się.
Śledczy przyjrzeli się też przesyłce zawierającej łącznie 3000 sztuk amunicji, która prawdopodobnie została dostarczona 23 lipca. Zaczęli również badać konta w mediach społecznościowych, należące do Roberta Bevera. 6 lipca 2016 roku zgłoszono, że Robert Bever próbował popełnić samobójstwo w areszcie, wieszając się na prześcieradle. Rzeczniczka biura szeryfa hrabstwa Tulsa, Casey Roebuck, powiedziała, że próba samobójcza, do której doszło 17 czerwca tego roku, została odkryta przez strażnika podczas rutynowej kontroli bezpieczeństwa. Personel medyczny odciął go i sprawdził czy nic mu nie jest stwierdzając, że nie odniósł poważnych obrażeń. Następnie poddano go stałej obserwacji.
W połowie lutego 2017 rada miejska Broken Arrow ogłosiła plan zebrania pieniędzy na zakup domu rodzinnego Beverów za pośrednictwem Tulsa Community Foundation. Planowano go zburzyć, a w jego miejsce utworzyć ogród i park pamięci pod nazwą The Bever Family-First Responders Memorial Park. Dom został jednak zniszczony w pożarze, do którego doszło 18 marca 2017. 27 marca 2019 roku ogród i park zostały poświęcone ofiarom morderstwa podczas oficjalnej ceremonii.

## Postępowanie sądowe
Bracia zostali doprowadzeni do sądu 3 sierpnia 2015. Postawiono im zarzuty, jednak początkowo nie przyznali się oni do winy. Wstępna rozprawa została wyznaczona na 28 października 2015. Po kilkukrotnej zmianie daty tej rozprawy ustalono, że odbędzie się ona 23 lutego 2016. Robert Bever ostatecznie przyznał się do wszystkich zarzutów i został skazany na dożywocie bez możliwości zwolnienia warunkowego. Proces Michaela Bevera rozpoczął się 16 kwietnia 2018.
W trakcie jednej z rozpraw w sprawie brata, na widok zdjęcia jednego z zakrwawionych narzędzi zbrodni, Robert powiedział: „Przepraszam, nie wiem co wtedy myślałem”. Wziął też na siebie całą odpowiedzialność za morderstwa, zaprzeczając tym samym swoim wcześniejszym zeznaniom i sugerując, że osobiście nie widział by Michael kogokolwiek zaatakował. Twierdził też, że w czasie pobytu w więzieniu stwierdzono u niego szereg zaburzeń psychicznych, w tym depresję z objawami psychotycznymi. Pokazał również swój tatuaż z oznaczeniem wyroku, który otrzymał – 5LWOP (Five Lives Without Parole – pięciokrotne dożywocie bez możliwości zwolnienia warunkowego). 9 sierpnia 2018 Michael Bever został skazany na pięciokrotne dożywocie z możliwością zwolnienia warunkowego.
Obecnie pierwszy z braci, Robert przebywa w Joseph Harp Correctional Center, a Michael w Lexington Correctional Center. W 2019 roku Robert Bever zaatakował dwóch pracowników personelu więziennego ostrym narzędziem. W 2020 roku Michael Bever złożył apelację od wyroku, która została ostatecznie odrzucona. W tym samym roku starszy z braci za atak na funkcjonariuszy personelu więziennego otrzymał wyrok trzykrotnego dożywocia, biegnący równolegle z pięcioma wyrokami za morderstwo członków swojej rodziny. W 2021 roku prokurator okręgowy hrabstwa Tulsa, Steve Kunzweiler powiedział, że jeden z wyroków wydanych przez Sąd Najwyższy Stanów Zjednoczonych może pomóc mu unieważnić możliwość warunkowego zwolnienia Michaela Bevera z więzienia. W listopadzie 2021 roku na kanale YouTube prowadzonym przez Phila Chalmersa opublikowano nagranie jego rozmowy z Robertem Beverem.